# Regelbau 631
La casemate de type 631 est une casemate répondant au standard regelbau. Sa mission est de servir d'abri pour un canon de 47 mm.
Elle était destinée à la Heer.

## Construction
Sa construction nécessitait l'excavation de 400 m3 de matériaux et la coulée de 740 m3.

## Architecture
La casemate avait un équipage de 6 hommes. Le canon était un canon de 47 mm Pak K 36(t) d'origine tchèque.  Il était livré avec deux types d'obus, un explosif et un antichar.

## Exemplaires
Environ 83 exemplaires de cette casemate ont été construits. Un exemplaire est présent aux Pays-Bas et deux autre à Jersey,.